# Anoplostoma campbelli
Anoplostoma campbelli är en rundmaskart som beskrevs av Allgen 1932. Anoplostoma campbelli ingår i släktet Anoplostoma och familjen Anoplostomatidae. Inga underarter finns listade i Catalogue of Life.